# Покровское (Решетиловский район)
Покровское (укр. Покровське, до февраля 2016 года Жовтневое укр. Жовтневе) — посёлок,
Покровский сельский совет, Решетиловский район, Полтавская область, Украина.
Является административным центром Покровского сельского совета, в который, кроме того, входят сёла Бабичи, Голубы, Кривки, Писаренки, Тутаки и Шкурупии.

## Географическое положение
Посёлок Покровское находится между реками Говтва и Ольховатая Говтва (~1,5 км), на расстоянии в 0,5 км от сёл Тутаки и Коломак.

## История
В 1959 году численность населения составляла 2218 человек.
По переписи 2001 года население составляло 2363 человека.
В ноябре 1997 года Кабинет министров Украины утвердил решение о приватизации находившегося в посёлке элеватора.

## Экономика
- Свинокомплекс.
- Решетиловский комбикормовый завод, ООО.
- Решетиловский элеватор, ОАО.
- Решетиловка хлебопродукт, ООО.
- Решетиловская сельхозхимия, ОАО.
- Решетиловский асфальтобетонный завод.
- «Дигор», сельскохозяйственное ЧП.
- ООО «Мрия-Агро».

## Объекты социальной сферы
- Покровский УВК.

## Транспорт
Через посёлок проходят автомобильная дорога Т-1721 и железная дорога, станция Решетиловка.

## Достопримечательности
- Братская могила советских воинов.

## Известные жители и уроженцы
- Ваганова, Анна Ивановна (род. 1922) — Герой Социалистического Труда.